# Institutionskritik
In der Kunst ist Institutionskritik die systematische Untersuchung der Arbeitsweise von Kunstinstitutionen wie Galerien und Museen und wird vor allem mit dem Werk von Künstlern wie Michael Asher, Marcel Broodthaers, Daniel Buren, Andrea Fraser, John Knight, Adrian Piper, Fred Wilson und Hans Haacke sowie mit der Wissenschaft von Alexander Alberro, Benjamin H. D. Buchloh, Birgit Pelzer und Anne Rorimer in Verbindung gebracht.

## Geschichte
In den 1960er Jahren traten eine Reihe von Künstlern hervor, deren Kunst auf verschiedene Mechanismen in der Kunstwelt hinwies, die den Künstlern durch verschiedene Formen von Ausbeutungsstrukturen quasi im Nacken saßen. Bei diesen Künstlern herrschte ein ausgeprägtes „Wir“ und eine „Entpolarisierung“, wobei „sie“ die Kunstmuseen, Kunstgalerien und Galerien waren, während die Künstler auf der anderen Seite standen. Die zweite Welle kam in den 1970er Jahren mit Vertretern, die stattdessen innerhalb von Institutionen mit Sammlungen und Vermittlungen arbeiteten, um Ungerechtigkeit und Unterdrückung aufzuzeigen. Heute gibt es eine Reihe von Künstlern, die sich mit Institutionskritik befassen und zum Beispiel ihre eigenen „Pseudo-Institutionen“ schaffen, um wirtschaftliche Strukturen, Arbeitsbedingungen und die Lust am Spektakel in der Kunstwelt zu demonstrieren.
Ein Ergebnis der Institutionskritik war, dass sowohl der Begriff der Institution als auch der Begriff der Kritik neu formuliert werden mussten.

## Künstlerische Beispiele
Institutionskritik äußert sich in temporären oder nicht übertragbaren Ansätzen für Malerei und Skulptur, in architektonischen Veränderungen und Eingriffen sowie in performativen Gesten und einer Sprache, die darauf abzielt, den Betrieb von Galerien und Museen und die sie verwaltenden Fachleute zu stören. Beispiele hierfür sind z. B. Chris Burdens Exposing the Foundation of the Museum (1986), in dem er eine Ausgrabung in einer Galerie des Museum of Contemporary Art, Los Angeles, durchführte, um das buchstäbliche Betonfundament des Gebäudes freizulegen; oder Andrea Fraser, die in Form einer Live-Performance die Rolle einer klassischen Museumsführerin übernahm; oder monochrom, die 2002 den fiktiven Künstler Georg Paul Thomann als nationalen Repräsentanten von Österreich auf die Biennale von São Paulo schickten.

## Philosophie und Kritik
Annahmen über die ästhetische Autonomie von Malerei und Skulptur, den neutralen Kontext der White-Cube-Galerie und die objektive Vermittlung von Informationen werden als Themen der Kunst erforscht, als diskursive Formationen dargestellt und im Kontext des Museums selbst (neu) gerahmt. Als solche versucht die Institutionskritik, die sozialen, politischen, wirtschaftlichen und historischen Grundlagen der Kunst sichtbar zu machen. Institutionskritik stellt die falsche Unterscheidung zwischen Geschmack und unvoreingenommenem ästhetischen Urteil in Frage und enthüllt, dass Geschmack eine institutionell kultivierte Sensibilität ist, die sich je nach dem Schnittpunkt der klassenmäßigen, ethnischen, sexuellen oder geschlechtsspezifischen Subjektpositionen einer Person unterscheidet.